# El Haccen Uld Limam Uld Amar Jowda
El Haccen Uld Limam Uld Amar Jowda (1970) es un político y matemático mauritano, ministro de la Función Pública, Trabajo y Formación Profesional en el gobierno bajo control militar surgido tras el golpe de Estado de 2008, con Mulay Uld Mohamed Laghdaf como primer ministro.
Cursó estudios superiores en la Universidad Técnica de Ladikiya en Siria, diplomándose en matemáticas, para doctorárse después en la Universidad Houary Bumedián de Argelia.
Ha trabajado en el departamento de estudios y como jefe de servicios del Banco Al Wava de Mauritania Islámica (BAMIS), y ha sido profesor de informática en la Universidad de Nuakchot.